# Niki Mäenpää
Niki Emil Antonio Mäenpää (ur. 23 stycznia 1985 w Espoo) – fiński piłkarz występujący na pozycji bramkarza we włoskim klubie Venezia oraz w reprezentacji Finlandii.

## Kariera klubowa
Mäenpää treningi rozpoczął w wieku 5 lat w klubie FC Kasiysi. W 1995 roku przeszedł do juniorskiej ekipy zespołu HJK Helsinki. W 2003 roku został graczem rezerw francuskiego RC Lens. Spędził w nich 3 lata. W 2006 roku przeszedł do holenderskiego FC Den Bosch z Eerste divisie. W tych rozgrywkach zadebiutował 15 października 2006 roku w wygranym 1:0 pojedynku z TOP Oss. W Den Bosch występował również przez 3 lata. W tym czasie rozegrał tam 67 ligowych spotkań.
W 2009 roku Mäenpää przeszedł do Willem II Tilburg występującym w Eredivisie. W tych rozgrywkach pierwszy mecz zaliczył 3 października 2009 roku przeciwko NEC Nijmegen (1:1). W listopadzie 2011 podpisał kontrakt do końca sezonu z AZ Alkmaar. W maju 2012 podpisał trzyletni kontrakt z VVV Venlo. W lipcu 2015 trafił do Brighton & Hove Albion.

## Kariera reprezentacyjna
W reprezentacji Finlandii Mäenpää zadebiutował 2 czerwca 2008 roku w zremisowanym 1:1 towarzyskim meczu z Białorusią.